# Zanger Bob
Bob Offenberg (født 28. april 1996 i Schiedam, Holland) (bedre kendt under sit kunstnernavn Zanger Bob) er en hollandsk popsanger. "Zanger" betyder "sanger" på hollandsk. Hans første album, udgivet i april 2004, hed Een jongen van de straat (En dreng fra gaden). Hans anden udgivelse indeholder Dansen, Als De Zon weer Gaat Schijnen (Når solen skinner igen) og Laat het Sneeuwen (Lad det sne).
Musikvideoerne til Als De Zon weer Gaat Schijnen og Laat het Sneeuwen kan ses på Zanger Bobs hjemmeside.